# Kravaťáci
Kravaťáci (v anglickém originále Suits) je televizní seriál z právnického prostředí z roku 2011 s Mikem Rossem (Patrick J. Adams) a Harvey Specterem (Gabriel Macht) v hlavní roli.

## Příběh
Mike má fotografickou paměť a je velice inteligentní, přesto ale nikdy nedokončil školu. Když Mike požádá svého přítele Trevora o práci, aby zajistil peníze na léčbu své babičky, Trevor mu nabídne práci drogového dealera. Mike má za úkol odnést kufřík do jednoho hotelu. Nic nejde jak by mělo, smluvená schůzka je past a na místě jsou policisté v utajení. Mike je díky své inteligenci prokoukne a snaží se odtamtud co nejrychleji zmizet. S policisty v patách se ocitá na pracovním pohovoru u jednoho z nejlepších právníků v New Yorku, Harveyho Spectera. Donnu, Harveyho sekretářku, Mike zaujme na první pohled, a proto ho pošle za Harveyem. Když se Harvey dozví o Mikově fotografické paměti, rozhodne se riskovat a přijmout ho na místo svého koncipienta, ačkoliv Mike nikdy neabsolvoval Harvard, tak jak firma Pearson Hardman požaduje. Tímto začíná seriál z právnického prostředí Kravaťáci.

## Obsazení

### Hlavní postavy
- Gabriel Macht jako Harvey Specter: jeden z nejlepších právníků v New Yorku a starší partner ve firmě Pearson Hardman
- Patrick J. Adams jako Mike Ross: právník, který nikdy neabsolvoval právnickou školu
- Rick Hoffman jako Louis Litt: mladší partner ve firmě Pearson Hardman, který slouží jako „tyran“ spolupracovníků
- Meghan Markle jako Rachel Zane: právní asistentka, která nemůže získat dostatečně vysoké skóre v testech LSAT pro vstup na Harvard
- Sarah Rafferty jako Donna Paulsen: Harveyho sekretářka
- Gina Torres jako Jessica Pearson: Harveyho šéfka a řídící partner v Pearson Hardman

### Vedlejší postavy
- Tom Lipinski jako Trevor: Mikeův nejlepší přítel, který dělá drogového dealera
- Vanessa Ray jako Jenny Griffith: Trevorova ex-přítelkyně a Mikeova důvěrnice
- Rebecca Schull jako Edith Ross: Mikeova babička, která ho vychovávala po smrti jeho rodičů
- David Costabile jako Daniel Hardman: spoluzakladatel firmy Pearson Hardman a bývalý řídící partner
- Max Topplin jako Harold Jakowski: koncipient ve firmě Pearson Hardman
- Amanda Schull jako Katrina Bennett: bývalá pracovnice ve firmě Pearson Specter najatá Harveym, později Louisovo osobní asistentka; poté, co Louis málem odejde z firmy odchází pracovat k Robertu Zaneovi
- Eric Close jako Travis Tanner: starší partner v bostonské firmě, který má s Harveym nevyřízené účty
- Conleth Hill jako Edward Darby: bývalý spolumajitel firmy Pearson Darby
- Jacinda Barrett jako Zoe Lawford: bývalá právnička ve firmě Pearson Hardman, která má s Harveym společnou minulost (herečka je skutečnou manželkou Gabriela Machta)
- Rachael Harris jako Sheila Sazs: pracovnice univerzity na Harvardu, která se až nápadně podobá Louisi Littovi
- Wendell Pierce jako Robert Zane: vysoce postavený advokát a otec Rachel
- Christina Cole jako Dr. Paula Agard: Harveyho terapeutka
- Aloma Wright jako Gretchen Bodinski: Harveyho a později Louisovo nová sekretářka
- John Pyper-Ferguson jako Jack Soloff: ambiciózní starší partner ve firmě Pearson Specter Litt
- Billy Miller jako Marcus Specter: Harveyho mladší bratr
- Alan Rosenberg jako William Sutter: cíl vyšetřování Seana Cahilla
- Erik Palladino jako Kevin Miller: Mikeův spoluvězeň a přítel ve vězení, zeť Williama Suttera